# Камбове

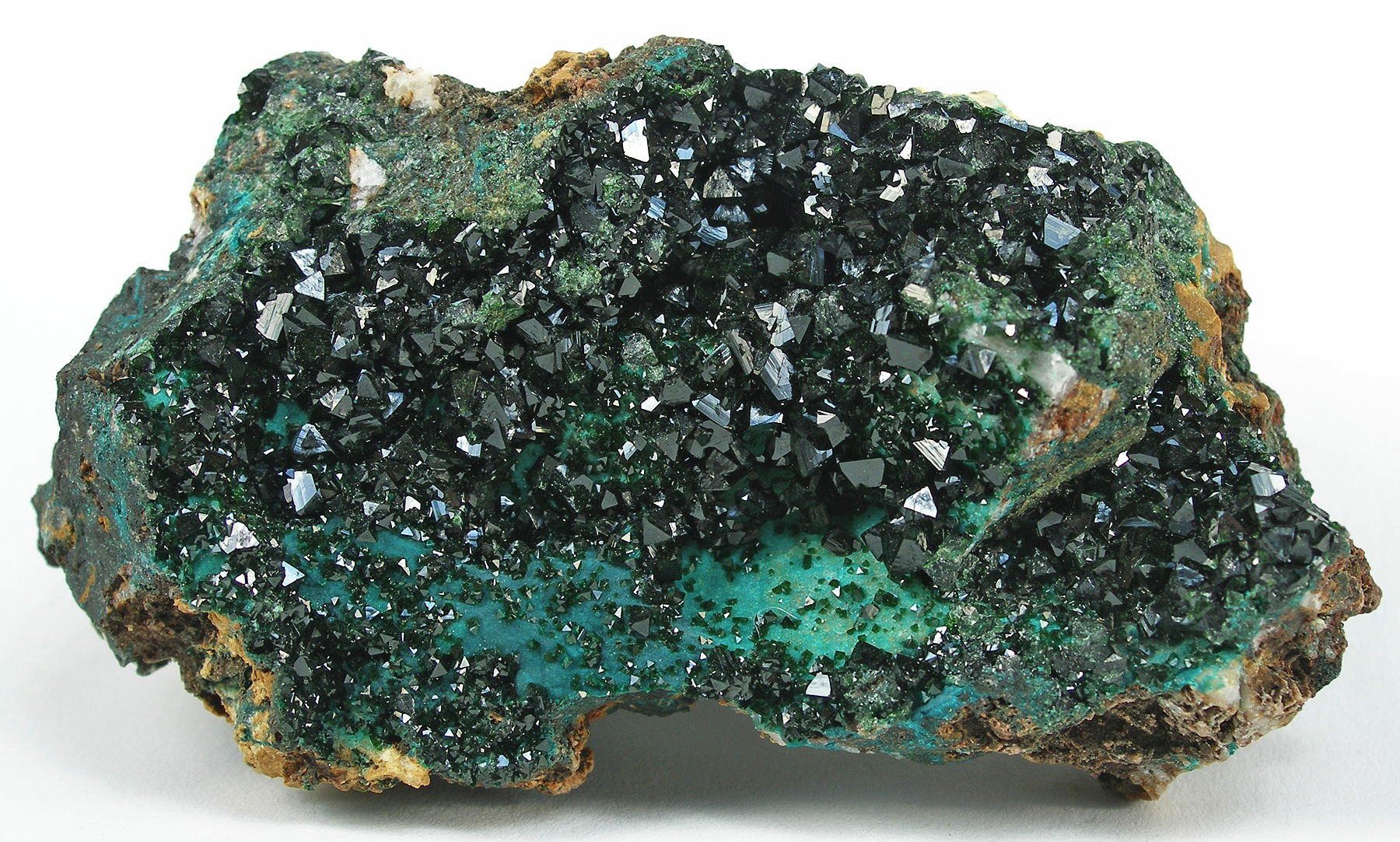
Кристалл с вкраплениями либетенита размером 3 мм, добытый в Камбове. Размеры 8,0 x 4,6 x 3,3 см

Камбове (фр. Kambove) — город и территория в провинции Верхняя Катанга Демократической Республики Конго.
Камбове расположен на высоте 1457 м над уровнем моря. В 2010 году население города по оценкам составляло 71 756 человек.
Основу экономики города составляет добыча кобальта.